# Atletisme als Jocs Olímpics d'Estiu de 1896 - Salt amb perxa homes
La prova del salt amb perxa masculí va ser una de les quatre proves de salts que es van disputar durant els Jocs Olímpics d'Atenes de 1896. Cinc atletes van participar en la prova de salt amb perxa. Els dos americans van superar clarament els tres grecs, aconseguint les dues primeres posicions. Damaskos i Theodorópulos compartiren la medalla de bronze, mentre Xydas era l'únic atleta en quedar-se sense medalla.

## Medallistes
| Or          | Plata        | Bronze                                    |
| Welles Hoyt | Albert Tyler | Evànguelos Damaskos Ioannis Theodorópulos |

## Resultats
| Posició | Atleta                | Alçada |
| ------- | --------------------- | ------ |
| Or      | Welles Hoyt           | 3,30 m |
| Plata   | Albert Tyler          | 3,20 m |
| Bronze  | Evànguelos Damaskos   | 2,60 m |
| Bronze  | Ioannis Theodorópulos | 2,60 m |
| 5       | Vasilios Xydas        | 2,40 m |

Els tres grecs començaven a salta amb el llistó situat a 2,40 metres, superant-lo tots tres. Llavors s'alçà el llistó en 10cm, alçada que no pogué superar el Xydas. Damaskos i Theodorópulos no passaren dels 2,60 metres. En aquells moments els dos atletes nord-americans no havien començat encara el seu concurs, ja que ho feren quan el llistó se situà a 2,80 m, una alçada que no els comportà cap dificultat. Tyler fou incapaç de superar els 3,30 m i Hoyt fallà amb els 3,40 metres.